# Список земноводных Монголии
Список земноводных Монголии включает 7 достоверно обитающих видов амфибий, из которых 1 вид относится к хвостатым земноводным, а остальные шесть — к бесхвостым. Кроме того, в будущем возможно обнаружение ещё трёх видов.

## Список видов

### Отряд Хвостатые земноводные (Caudata)
- Семейство углозубы, Hynobiidae

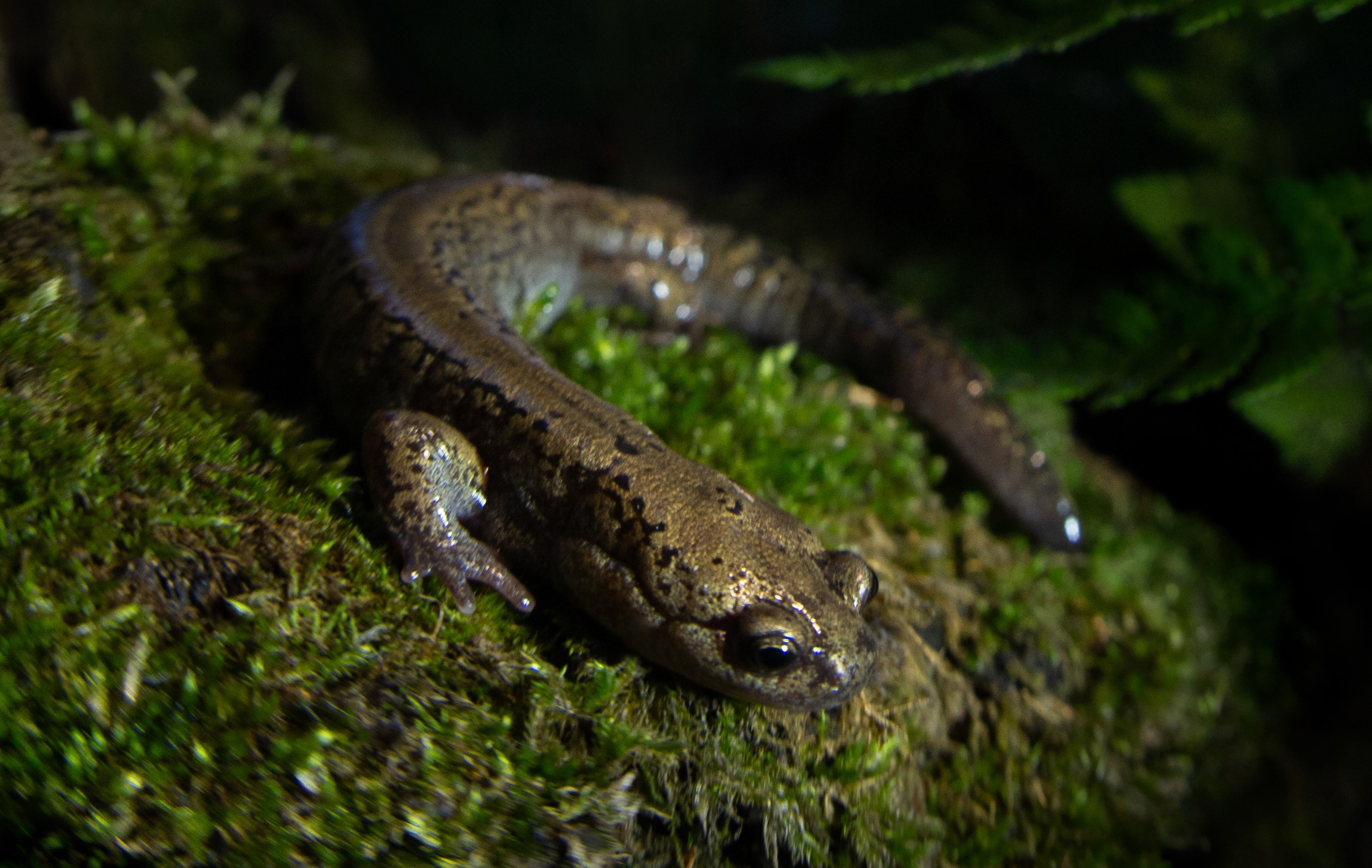
Сибирский углозуб

  - Род сибирские углозубы, Salamandrella
    - Вид сибирский углозуб, Salamandrella keyserlingii Dybowski, 1870 — в Монголии обитает на юге своего ареала в лесах таёжной, лесостепной и севера степной зон, преимущественно в долине реки Селенга[1].

### Отряд Бесхвостые земноводные (Anura)
- Семейство жабы, Bufonidae

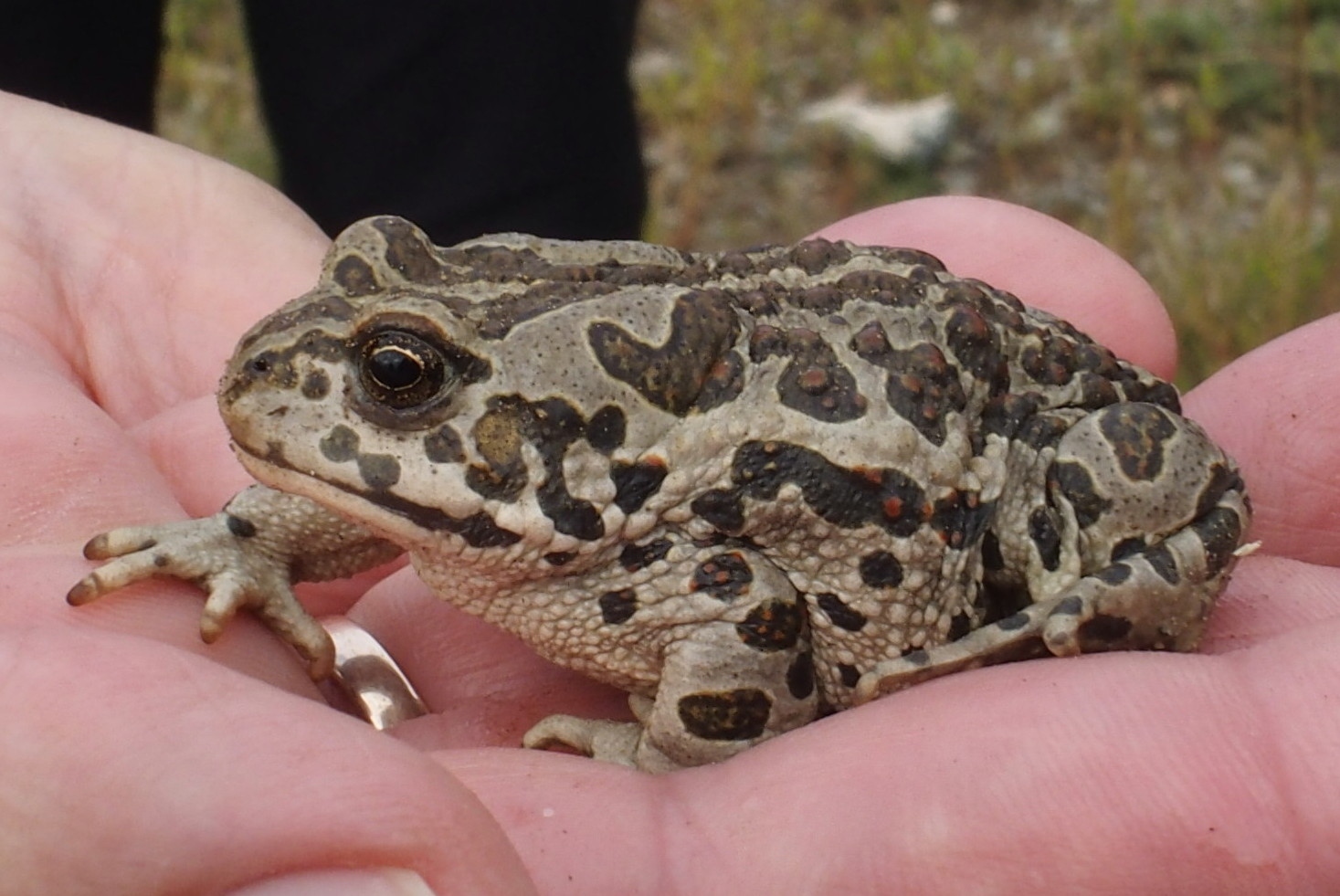
Монгольская жаба

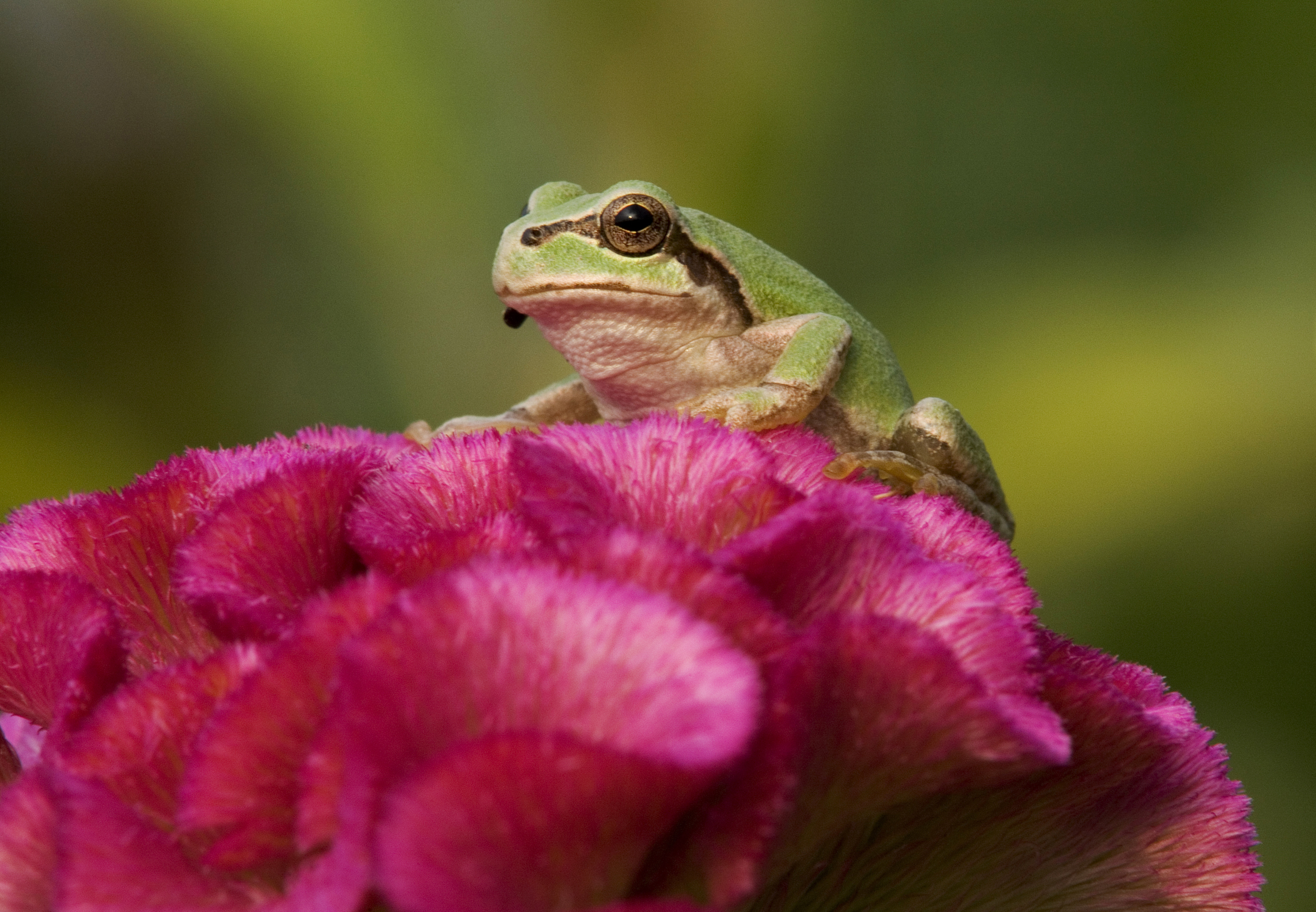
Дальневосточная квакша

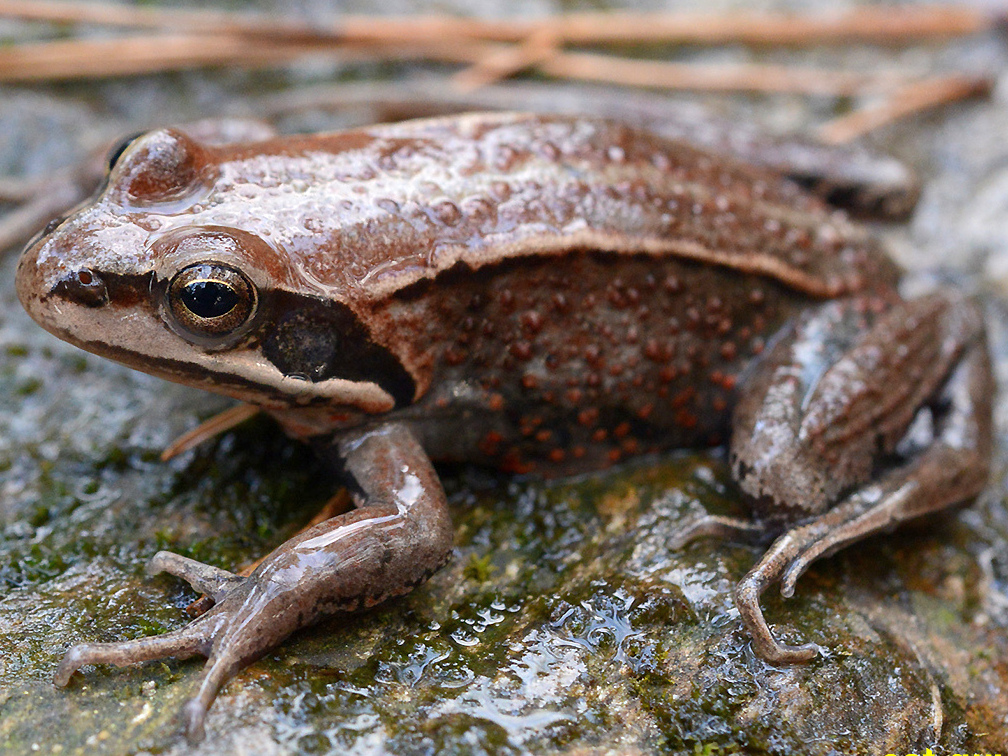
Сибирская лягушка

  - Род зелёные жабы, Bufotes Rafinesque, 1815
    - Вид жаба Певцова, Bufotes pewzowi (Bedriaga, 1898) — распространена в западной части страны на Монгольском Алтае и в Джунгарской Гоби[2].

  - Род жабы Штрауха Strauchbufo Fei, Ye & Jiang, 2012
    - Вид монгольская жаба, Strauchbufo raddei (Strauch, 1876) — в Монголии обитает на севере своего ареала. Распространена повсеместно, кроме западной части страны, от которой отделяется хребтом Монгольский Алтай[3].
- Семейство квакши, Hylidae
  - Род древесницы, Dryophytes Fitzinger, 1843[4]
    - Вид дальневосточная квакша, Dryophytes japonicus (Guenther, 1859) — известна из северной и всоточной частей страны в Булганском, Селенгинском, Хэнтэйском и Восточном аймаках[5].
- Семейство настоящие лягушки, Ranidae
  - Род бурые лягушки, Rana Linnaeus, 1758
    - Вид сибирская лягушка, Rana amurensis Boulenger, 1886 — обитает на севере, северо-востоке и в центре страны в среднем и нижнем течении рек бассейна Байкала и в реках Тихоокеанского бассейна в лесной и лесостепной зонах[6].
    - Вид восточная лягушка, Rana chensinensis David, 1875 — спорадически распространена на востоке и юго-востоке Монголии в вулканической области Дарьганга и в западных предгорьях хребта Большой Хинган[7].
    - Вид остромордая лягушка, Rana arvalis Nilsson, 1842 — обнаружена на горном хребте Улаан-Тайга в аймаке Хувсгел[8].

## Возможно обитающие виды
Следующие виды были найдены недалеко от границ Монголии и потому в будущем могут быть включены в фауну страны:
- обыкновенная жаба, Bufo bufo (Linnaeus, 1758)
- дальневосточная жаба, Bufo gargarizans Cantor, 1842
- кукунорская лягушка, Rana kukunoris Nikolsky, 1918